# Buscar peleas y provocar problemas
Buscar peleas y provocar problemas (en chino, 寻衅滋事罪; pinyin, xúnxìn zīshì zuì), también traducido como provocar peleas y crear problemas o entablar peleas y provocar problemas, es un delito penal en la República Popular China.

## Ley
El delito apareció por primera vez en el artículo 293 de la revisión de 1997 del Código Penal de la República Popular China, el cual conlleva una pena máxima de cinco años. El antiguo delito de «hooliganismo» fue eliminado en la misma revisión de la ley penal.

El artículo 293 señala lo siguiente:
Será castigado con pena de prisión de hasta cinco años, detención criminal o vigilancia pública, aquel que cometa cualquiera de los siguientes actos de provocación y perturbación del orden social:
1. Golpear a otros intencionalmente y en circunstancias atroces;
2. Perseguir, interceptar o insultar a otros gravemente;
3. Tomar por la fuerza o arbitrariamente dañando u ocupando propiedad pública o privada, si las circunstancias son graves;
4. Provocar disturbios en lugares públicos, causando graves desórdenes en lugares públicos. [sic]

## Reacciones
El delegado de la Conferencia Consultiva Política del Pueblo Chino y vicepresidente de la Asociación Nacional de Abogados de China, Zhu Zhengfu, declaró en marzo de 2022 que la «ambigüedad de la ley genera margen para la aplicación selectiva de la ley, perjudica los intereses jurídicos públicos y socava la credibilidad judicial», también argumentó que la ley debería ser derogada.
Los críticos han dicho que el delito está mal definido, se aplica arbitrariamente y facilita el abuso del poder del Estado.

## Lista de personas notables acusadas por este delito
- El grupo de feministas The Feminist Five: Li Tingting (李婷婷), Wei Tingting (韦婷婷), Zheng Churan (郑楚然), Wu Rongrong (武嵘嵘) y Wang Man (王曼).[11]
- Cao Shunli, abogado y activista de derechos humanos que fue arrestado en el aeropuerto de Pekín en septiembre de 2013 y posteriormente murió bajo custodia en marzo de 2014.[12]
- Hao Jinsong.[13]
- Sophia Huang Xueqin (黄雪琴), una periodista destacada en el movimiento Me Too de China y que escribió sobre las protestas de Hong Kong de 2019-2021, fue arrestada  en octubre de 2019.[14]
- Liu Ping.[15]
- Pu Zhiqiang.[16]
- Qin Huohuo.[17]
- Tie Liu.[18]
- Yang Maodong, abogado chino de derechos humanos, fue condenado a seis años de prisión en 2015 tras ser acusado de alterar el orden público y «buscar peleas y provocar problemas».[19]
- Zhang Zhan (张展), una periodista ciudadana que informó sobre el brote de COVID-19 en Wuhan, fue arrestada en mayo de 2020 y sentenciada a cuatro años de prisión por «buscar peleas y provocar problemas» en diciembre de 2020.[20] [21]
- Zhao Lianhai.[22]
- Sun Dawu, un multimillonario condenado a dieciocho años de prisión en julio de 2021.[23]
- Yu Wensheng.[24]
- Chen Jieren.[25]